# 3905 Doppler
A 3905 Doppler (ideiglenes jelöléssel 1984 QO) a Naprendszer kisbolygóövében található aszteroida. Antonín Mrkos fedezte fel 1984. augusztus 28-án.